# Municipio de Perry (Míchigan)
El municipio de Perry (en inglés: Perry Township) es un municipio ubicado en el condado de Shiawassee en el estado estadounidense de Míchigan. En el año 2010 tenía una población de 4327 habitantes y una densidad poblacional de 52,82 personas por km².

## Geografía
El municipio de Perry se encuentra ubicado en las coordenadas 42°48′00″N 84°11′18″O / 42.80000, -84.18833. Según la Oficina del Censo de los Estados Unidos, el municipio tiene una superficie total de 81.92 km², de la cual 80.65 km² corresponden a tierra firme y (1.55%) 1.27 km² es agua.

## Demografía
Según el censo de 2010, había 4327 personas residiendo en el municipio de Perry. La densidad de población era de 52,82 hab./km². De los 4327 habitantes, el municipio de Perry estaba compuesto por el 96.53% blancos, el 0.53% eran afroamericanos, el 0.62% eran amerindios, el 0.32% eran asiáticos, el 0.02% eran isleños del Pacífico, el 0.28% eran de otras razas y el 1.69% pertenecían a dos o más razas. Del total de la población el 1.64% eran hispanos o latinos de cualquier raza.